# Kate McKinnon
Kathryn McKinnon Berthold (sinh ngày 6 tháng 1 năm 1984) là nữ diễn viên, nghệ sĩ hài người Mỹ. Cô được biết đến qua các hoạt động trong chương trình Saturday Night Live (2012 – nay). Về điện ảnh, cô từng tham gia đóng các vai như: Jillian Holtzmann trong Ghostbusters (2016), Mary Winetoss trong Office Christmas Party (2016), Pippa trong Rough Night (2017) hay Morgan trong The Spy Who Dumped Me (2018).

## Thời thơ ấu
Kate McKinnon sinh ra và lớn lên tại Long Island Town, Sea Cliff, New York. Dưới cô còn có một em gái. Cha cô mất khi cô 18 tuổi.
Thuở bé, Kate McKinnon đã chơi nhiều nhạc cụ. Cô bắt đầu chơi piano khi cô 5 tuổi, chơi cello khi 12 tuổi, và tự học cách chơi đàn guitar khi cô 15 tuổi. Cô tốt nghiệp trường North Shore High School năm 2002, và tốt nghiệp Đại học Columbia năm 2006 với tấm bằng chuyên ngành sân khấu. Tại đại học, cô đồng sáng lập một nhóm hài kịch Tea Party, tập trung vào hài kịch âm nhạc. Cô đóng trong ba show Varsity: V109 " Dial D for Deadline", V110 "Off-Broadway" và V111 "The Sound of Muses". Cô cũng là một thành viên của Prangstgrüp, một nhóm hài kịch sinh viên tạo và ghi lại những trò chơi khăm.

## Sự nghiệp
Năm 2007, Kate McKinnon tham gia dàn diễn viên ban đầu của chương trình hài The Big Gay Sketch Show trên kênh Logo TV, và cô trở thành diễn viên cho cả ba mùa.
Từ năm 2008, cô thường xuyên tham gia hài kịch trực tiếp tại Nhà hát Upright Citizens Brigade Theatre ở thành phố New York. Cô cũng làm diễn viên lồng tiếng và đã lồng cho các nhân vật trong các loạt phim hoạt hình The Venture Bros., Robotomy, và Ugly Americans. Năm 2009, Kate McKinnon giành được một giải Logo NewNowNext cho hạng mục Best Rising Comic. Cô được đề cử một giải ECNY Emerging Comic Award năm 2010. Năm 2014, cô xuất hiện tại Kennedy Center Honors để vinh danh nữ diễn viên đồng tính Lily Tomlin. Năm 2016, cô tham gia bộ phim điện ảnh làm lại Ghostbusters (Biệt Đội Săn Ma), cùng với Melissa McCarthy, Kristen Wiig và Leslie Jones. Năm 2017, McKinnon vào vai chính trong phim Lunch Witch của hãng Amblin Entertainment. McKinnon còn lồng tiếng cho nhân vật Ms. Frizzle trong loạt phim hoạt hình dành cho trẻ em được làm lại The Magic School Bus.
Kate McKinnon ra mắt lần đầu trong chương trình Saturday Night Live (SNL) vào ngày 7 tháng 4 năm 2012. Cô được đưa lên làm diễn viên chính vào mùa thứ 39 năm 2013.
Năm 2013, Kate McKinnon được đề cử giải Emmy cho "Nữ diễn viên phụ hài kịch xuất sắc nhất". McKinnon đã giành giải American Comedy Award năm 2014 hạng mục "Nữ diễn viên phụ phim truyền hình xuất sắc nhất" cho vai diễn của cô trong Saturday Night Live. Cùng năm 2014, cô được đề cử giải Primetime Emmy cho "Nữ diễn viên phụ hài kịch xuất sắc nhất". Đồng thời, cô cùng 4 đồng nghiệp được đề cử ở hạng mục "Lời nhạc và ca khúc gốc xuất sắc" cho bài hát "(Do It On My) Twin Bed ". Cô nhận đề cử giải Primetime Emmy cho "Nữ diễn viên phụ hài kịch xuất sắc nhất" lần thứ hai vào năm 2015. Cuối cùng, McKinnon cũng đã giành được giải này vào năm 2016 và 2017, trở thành diễn viên đầu tiên của Saturday Night Live giành giải Primetime Emmy cho "Nữ diễn viên phụ hài kịch xuất sắc nhất" kể từ năm 1993.
McKinnon vào vai Hillary Clinton trong loạt phim về cuộc bầu cử tổng thống Mỹ năm 2016. Bà Hillary Clinton thật sự cũng xuất hiện cùng với cô trong buổi ra mắt của 1 vở hài kịch thuộc Saturday Night Live mùa 41.

## Đời tư
Kate McKinnon là ngươi đồng tính nữ công khai. Cô không sử dụng mạng xã hội, vì sợ rằng cô sẽ "bóp méo cảm xúc thật của mình".